# Castillo de Cortegana
El castillo de Cortegana es una fortaleza de origen medieval levantada en esta localidad onubense en Andalucía (España). Este complejo defensivo es el fruto de las reformas y ampliaciones llevadas a cabo entre los siglos XIII al XVI.
Su origen aún es objeto de discusión. Aunque su principal función a lo largo de varios siglos ha sido el control de la vía que atraviesa la Sierra de Aroche y comunica a través del valle del río Chanza el valle del Guadalquivir con el Alentejo portugués. Actuando de este modo como línea avanzada de defensa en colaboración con otras fortalezas de esta serranía.
Desde antiguo este recinto estuvo habitado acogiendo entre los muros de la barbacana al primitivo poblado. Tras el traslado de sus habitantes fuera del recinto, a partir del siglo XV, su uso quedó restringido a tareas militares de control fronterizo y como resguardo a los pobladores de la localidad en casos de crisis.
Los elementos que componen este espacio son el alcázar o palacio, la cerca o barbacana y la ermita de Ntra. Sra. de la piedad, testimonio de la antigua ermita de repoblación de la antigua población, que ofrecía culto a la Virgen del Castillo,
En la década de 1970 fue rehabilitado y convertido en museo y en la actualidad es además el epicentro de la celebración de las Jornadas Medievales de Cortegana.

## Historia

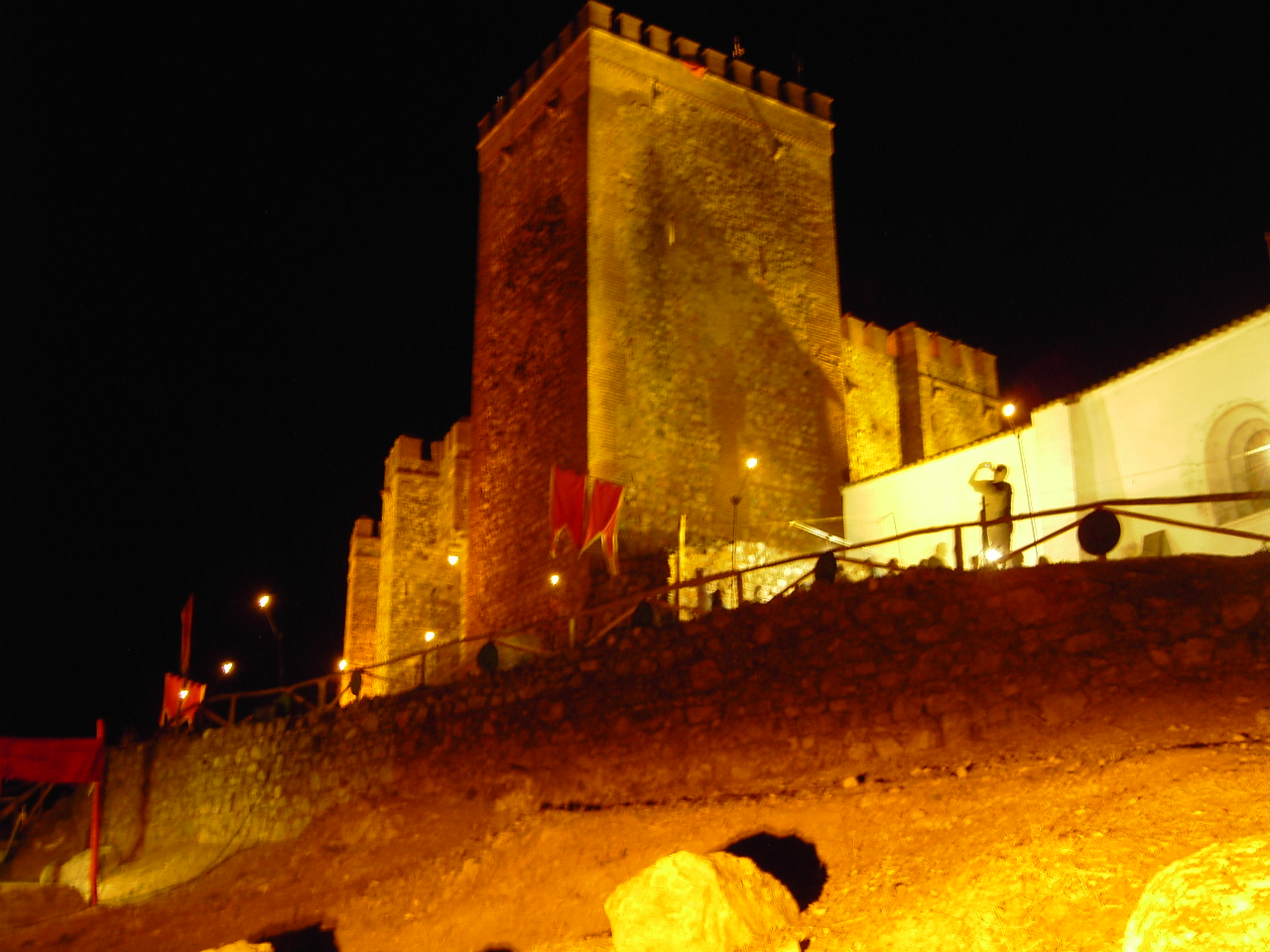
Imagen nocturna del castillo durante la celebración de la Feria Medieval, en el mes de agosto

Cortegana se encuentra localizada cercana a la raya fronteriza portuguesa, formando parte de la llamada Banda Gallega, línea defensiva que tenía como misión principal proteger al Reino de Sevilla ante posibles invasiones desde el país vecino, dadas las frecuentes disputas sobre las fronteras entre ambos reinos, así como delimitar su alfoz por el norte con las órdenes militares a lo largo del corredor de las Sierras de Aroche y Aracena.
El cerro donde se encuentra el castillo conforma una meseta natural de innegable carácter estratégico en el control de las vías de comunicación que desde época romana unían Hispalis con Pax Julia a su paso por la Sierra. Es por ello que este privilegiado enclave debió favorecer el asentamiento de una población musulmana de cierta entidad que, bajo el control de la Taifa de Sevilla, buscara allí refugio.
La comarca serrana sería conquistada a los musulmanes alrededor de 1246 por los caballeros hospitalarios portugueses. Estos se asentarían en ella de forma reconocida y estable, durante al menos dos décadas, tomando como bases principales las vecinas localidades de Aroche y Aracena. Durante este corto periodo de dominio luso está acreditada la existencia de una población en la meseta del cerro. De hecho, Cortegana es nombrada por primera vez como asentamiento habitado en las fuentes cristianas en 1253, con motivo de la delimitación del alfoz perteneciente al Concejo de Sevilla por parte del rey Alfonso X de Castilla, en un claro intento de la Corona Castellana de reivindicar estos territorios ocupados por Portugal.
No es descartable que durante este periodo se iniciasen los primeros trabajos de fortificación del futuro enclave, al igual que está constatado se llevaron a cabo por Alfonso III de Portugal en las localidades vecinas de Aroche y sobre todo en Aracena.
Posteriormente, tras el Tratado de Badajoz (1267), toda el área comprendida entre Aracena y el río Guadiana pasó a manos castellanas, otorgándose su jurisdicción al Reino de Sevilla. Durante las siguientes tres décadas el curso de este río fue una frontera natural que alejaría las tensiones al incorporarse para Castilla las fortalezas de Serpa, Moura y Mourao que pasaron a ser los nuevos puestos fronterizos.
En este contexto, en 1293 el rey Sancho IV El Bravo autoriza y promueve una serie de obras de fortificación en la Sierra, consistentes en la construcción de las fortalezas de Cumbres Mayores, Santa Olalla y Fregenal de la Sierra. En este documento no se nombra en ningún momento a Cortegana y aún a pesar de ello son muchos los que han querido relacionar a este monarca, sin evidencia alguna, con su construcción, hasta llegar incluso a atribuirle su fundación.
No obstante es esto poco probable, ya que toda vez que la frontera con el reino vecino estaba como hemos visto entonces bastante alejada, las obras objeto de permiso por parte de sancho IV estaban claramente dirigidas a la delimitar y defender el alfoz del Reino de Sevilla en sus límite noroccidental respecto al empuje expansionista que, desde el norte, estaban llevando a cabo las poderosas órdenes militares de Santiago y del Temple, las cuales tenían sus sedes en Segura de León y Jerez de los caballeros, respectivamente. O sea, durante su reinado Cortegana no ofrecía un valor estratégico que justificara esa cuantiosa inversión.
Sin embargo, está situación de alejamiento de la frontera cambiaría drásticamente, pero no sería sino a partir del fallecimiento del citado rey Sancho en 1295. A raíz de esta circunstancia el monarca portugués Don Dionis aprovechó la crisis abierta bajo la minoría de edad de Fernando IV de Castilla para retomar el control de una serie de poblaciones al este del Guadiana, en particular Moura, Mourao y Serpa, afianzando su posesión en el Tratado de Alcañices de 1297, llegando incluso a reclamar las poblaciones y castillos de Aracena y Aroche, aunque sin obtener definitivamente la posesión de estas dos últimas plazas.
Es en este contexto en el que Cortegana, junto a Aroche, adquiere súbitamente un carácter estratégico y netamente fronterizo, por lo que con toda probabilidad fue el momento en que el Concejo Sevillano debió ordenar una nueva refortificación de la Sierra que ayudara a la repoblación y afianzamiento de este espacio. Así, y aun a pesar de no contar con documentación que fije el momento concreto de su construcción, puede inferirse que el origen de este primer reducto estaría asociado a este periodo, esto es, a partir de 1297.
Dentro del complejo, el edificio, conocido como castillo o alcázar, sería inicialmente una suerte de reducto o refugio en el centro de la preexistente población que probablemente estaba a su vez ya amparada por una débil muralla o trinchera exterior, origen de la actual barbacana.
Estilísticamente sigue el modelo constructivo de fortaleza de colonato, que en las inmediaciones llevó a cabo durante este periodo el Concejo Sevillano en Encinasola, Torres, Cumbres de San Bartolomé y Cala. Su traza sencilla esta caracterizada por conformar un recinto simple de forma rectangular con torres cuadradas en las esquinas, pudiendo estar reforzado el lienzo norte con alguna torre intermedia, portón principal con orientación a naciente, postigo generalmente orientado al sur, patio abierto sin construcciones y la existencia de un aljibe para resistir un posible asedio.
De hecho, la primera evidencia escrita de la existencia del castillo de Cortegana aparece muy poco tiempo después, en 1315, bajo el reinado de Alfonso XI, donde se cita como elemento de protección de la población que se encontraba en el cerro a su amparo. También aparecen nombrados por primera vez en ese documento los vecinos castillos de Torres y Encinasola.
Durante el siglo XIV, la inestabilidad del reino, las pugnas fronterizas y los distintos ataques al territorio serrano por parte de mesnadas lusas, provocaron que junto a otros castillos de la zona, este primitivo reducto fuera objeto de sucesivas remodelaciones y ampliaciones. Son apreciables diversas intervenciones consistentes en recrecidos y reparaciones de lienzos que pudieron estar relacionados con ataques e incluso con el terremoto de 1356 y están documentadas cuantiosas obras, en especial tras el riesgo sobrevenido tras el fracaso castellano ocurrido en la batalla de Aljubarrota en 1385, que le otorgaron una mayor potencia y altura de sus muros, así como el levantamiento de bóvedas en sus torres.
A partir del primer tercio del siglo XV, los cambios geopolíticos en la región y un ambiente de estabilidad y paz provocan que la población abandonara progresivamente el cerro y la protección de la barbacana, desplazándose al valle y a los nacimientos de agua cercanos.
A pesar de ello, esta situación de calma no duraría demasiado, pues la guerra de Sucesión castellana, entre 1475 y 1479, le devolvería protagonismo a un recinto que ahora presentaba un carácter puramente militar. La función de castillo defensivo de la población se ve ahora reforzada como base permanentemente pertrechada dentro de las nuevas necesidades de la incipiente monarquía centralizadora de los Reyes Católicos.
Aunque nunca fue un asentamiento feudal, sino que estuvo más en la línea de las fortificaciones construidas en apoyo de la reconquista o para estabilizar las fronteras entre reinos peninsulares, ahora se convierte en una especie de cuartel, siendo objeto de una serie de profundas remodelaciones entre finales del siglo XV e inicios del XVI. A esta época le debemos su apariencia actual, tras la edificación de la poderosa torre del homenaje alrededor de 1480 y la edificación de las estancias del Alcázar en los primeros años del siglo XVI.
No obstante, las buenas relaciones entre España y Portugal iniciadas en el tratado de Tordesillas, desembocaron en la unión de los dos reinos, bajo Felipe II en 1580. Esto provocó la caída en el olvido de la vieja plaza militar, abandono que duraría hasta el estallido de la guerra de Restauración portuguesa en 1640, en la que se vio sometida a una serie de obras de urgencia y fue objeto de una serie de proyectos de reconstrucción y adecuación a las nuevas técnicas defensivas, como las proyectadas por el ingeniero Juan Bautista Corvachino en 1642, que no llegaron a materializarse, más allá de la supresión del almenado para la instalación de artillería, basada en cuatro cañones de hierro, de los que aún se conservan tres en la actualidad.
Un nuevo proyecto de fortificación abaluartada fue redactado en 1738 de la mano de Geronimo Amicy, sin que se llevará a cabo nada de lo proyectado. Continuó de este modo su abandono como plaza militar, a lo que se le sumaron los daños registrados por el terremoto de Lisboa de 1755, que dejaron parte de la fortaleza en estado de semirruina.
No sería hasta 1918 que el alcalde Arcadio Cantos Marín llevará a cabo una serie de obras de consolidación. Con posterioridad en 1935 se encargó al arquitecto Aurelio Gómez Millán la construcción de dos paseos y la remodelación de la antigua iglesia de repoblación del recinto amurallado, ahora bajo la advocación de la Virgen de la Piedad.
Por último, se llevaron a cabo una serie de obras de restauración integral del Alcázar y parte de la barbacana en su lienzo sur bajo la dirección de Rafael Manzano a partir de 1969, siendo las obras finalizadas bajo la dirección de Alfonso Jiménez en 1972, otorgándole el aspecto que hoy en día presenta.

## Estructura

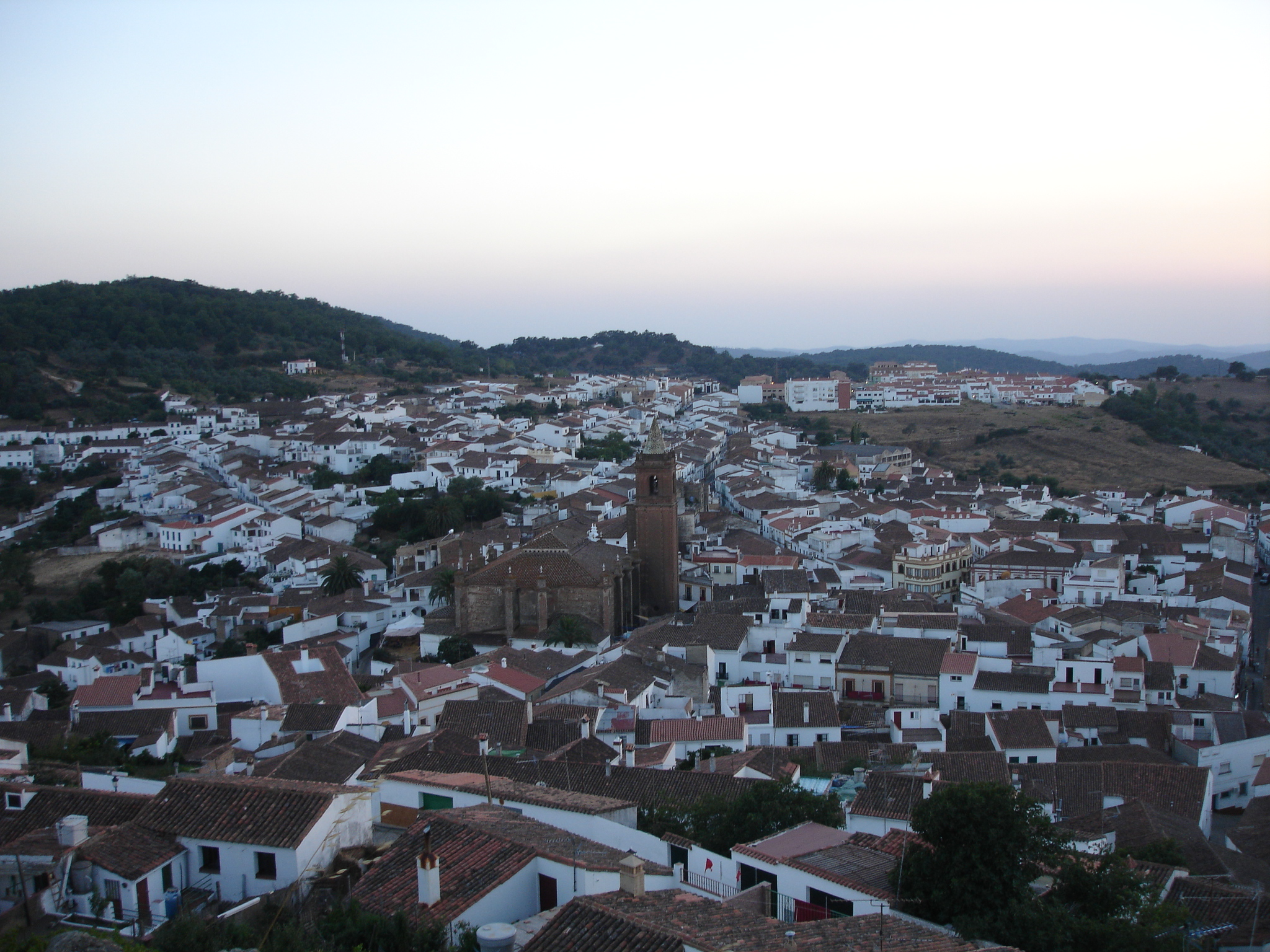
Panorámica de Cortegana desde el castillo

El castillo de Cortegana está situado en la cima de un monte de planta alargada en sentido este-oeste, compartiendo el cerro con la ermita de Nuestra Señora de la Piedad.
La fortificación se compone de tres estructuras arquitectónicas distintas, que son: la cerca, el alcázar y los antemurales.
La cerca.
Constituye la primera línea de defensa del recinto y está conformada por un muro de mampostería, adaptado a las curvas de nivel del terreno, protegido a intervalos regulares por torres de planta cuadrada y rectangular. Su puerta de ingreso, frente a la villa, era de planta acodada y estuvo albergada en el interior de una torre. Además, parece que también tuvo un postigo de menor envergadura en el lado oriental.
El alcázar.
Se trata de un edificio de reducidas dimensiones localizado en el centro del recinto. 
Su organización interna es muy compleja y de indudable originalidad, si se compara con la de otros castillos de la comarca, difiriendo de éstos en la gran extensión destinada a espacio de habitación frente a la que ocupan los espacios descubiertos o plazas de armas.
A su interior se accede a través de una puerta abierta en el lienzo sur formada por un arco rebajado. Presenta un ingreso acodado, protegido exteriormente por una torre de planta rectangular e interiormente por una meseta parapetada que, además, constituye la rampa de ingreso a las habitaciones de la segunda planta. 
La distribución interior del alcázar comprende dos grandes sectores: el patio de armas y el palacio, zona residencial propiamente dicha. 
El patio de armas ocupa el sector oeste y constituye el espacio abierto más amplio de la edificación. Su subsuelo esta ocupado por un aljibe horadado sobre roca caliza, la misma utilizada para levantar los propios muros de la fortaleza. Todos los muros de su perímetro están coronados por un adarve parapetado, labrado en su groso, que permitía el acceso con rapidez a cualquiera de las torres del recinto, facilitando su defensa.
Su frente este está ocupado por la gran fachada del palacio, gran paredón liso solamente articulado por los vanos que constituyen las entradas a sus dos plantas y por tres pequeñas ventanas que dan luz a las estancias interiores. Todos estos vanos, de pequeñas dimensiones, presentan arcos rebajados y jambas con marcado derrame interior. En la parte superior, como coronamiento, marcando la transición al parapeto almenado, aparece un friso de ladrillos en esquinilla de origen mudéjar, único detalle en el alcázar de carácter ornamental.
Los antemurales.
Estas estructuras, constituidas por muros de baja altura, tendrían como objetivo dificultar el acceso directo al alcázar y, en algunos textos, recibe el nombre de revellín, barrera o padrastro. En la actualidad, no se conservan aunque sabemos de su existencia a través del Informe de Corvachín y del plano de 1739 donde se sitúan protegiendo la puerta del alcázar y el flanco nordeste.
El ejemplo más cercano y prácticamente único en las fortalezas de la comarca se encuentra en la puerta principal del castillo de Cumbres Mayores.

## Conservación
En el siglo XX, con una mayor conciencia por recuperar el pasado, fue declarado Bien de Interés Cultural, con la categoría de Monumento, bajo la protección de la Declaración genérica del Decreto de 22 de abril de 1949, y la Ley 16/1985 sobre el Patrimonio Histórico Español.
Además, en 1993 se le otorgó en la Junta de Andalucía un reconocimiento especial que se da los castillos de la Comunidad Autónoma. Estos procesos de recuperación culminaron en 2006 cuando su propietario, el Ayuntamiento de Sevilla devolvió su gestión al de Cortegana.
En los últimos años se ha convertido en un enclave turístico. Durante el mes de agosto, se celebra dentro de este y en toda la localidad las ya famosas Jornadas Medievales. El castillo en sí hace también las veces de museo durante todo el año.